# Marshite
La marshite è un minerale appartenente al gruppo della clorargirite.